# Udo Anschütz Gewehrfabrik
Die Udo Anschütz Gewehrfabrik (UAZ), auch Gewehrfabrik Udo Anschütz oder Anschütz Gewehrfabrik genannt, war ein um die Wende vom 19. zum 20. Jahrhundert gegründetes Unternehmen zur Herstellung von Gewehren  und anderen Handfeuerwaffen wie etwa Scheibenpistolen. Die Fabrik hatte ihren Sitz in Zella-Mehlis unter der Adresse Bahnhofstraße 56.

## Geschichte
In der Bibliothek des Deutschen Historischen Museums findet sich heute ein „ca. 1900“ gedruckter, 40 Seiten umfassender illustrierter Verkaufskatalog mit Produkten der „Udo Anschütz Gewehrfabrik.“ International bekannt wurde die Firma, die mit ihren Leistungen qualitativ als Nachfolgerin von Unternehmen wie Büchel und Tell angesehen wird, insbesondere durch ihre Scheibenpistolen. Zu den herausragenden Stücken dieser Art zählt ein im Zusammenspiel mit anderen Produzenten geschaffenes achteckiges Barrel aus Walnuss-Vollholz, das zudem die Künstlersignatur H. Scherping trägt, die Marke des in Hannover ansässigen Hof-Büchsenmachers Heinrich Scherping.
Eine 1928 in Zella-Mehlis, Ortsteil Zella, von Udo Anschütz gefertigte Scheibenpistole, die auf dem System Luna von Ernst Friedrich Büchel, ebenfalls mit Sitz in Zella-Mehlis, basierte, wurde von Udo Anschütz persönlich als „Meisterschaftspistole“ bezeichnet. Ein Exemplar davon wurde anlässlich des 150sten Gründungsjubiläums des Deutschen Schützenbunds am 18. November 2011 von Robert Sheren aus St. Johns, MI, U.S.A., an das Schützenmuseum auf Schloss Callenberg bei Coburg gestiftet.
Ida, Tochter von Udo Anschütz, heiratete Franz Merkel, den Sohn von Albert Oskar Merkel aus Familie der Waffenfabrikanten Gebrüder Merkel in Suhl.

## Schriften
- Udo Anschütz Gewehrfabrik, illustrierter Verkaufskatalog, 40 Seiten, Verlag [Zella St. Bl.], [ca. 1900][1]